# 韩劳达
韩劳达（1947年10月22日—），原名韩永元，新加坡剧作家，相声作家，国家文化奖（戏剧）得主，汉语文中心创办人、校长。

## 生平
祖籍海南省文昌县。70年代开始相声写作，私淑马季。1973年的相声处女作《送票》，从新加坡演到马来西亚南北城镇。1984年结识马季，1986年复结识姜昆、唐杰忠、李金斗等名家。此后，他不断地向中国相声名家汲取艺术养分，为的是把相声苗种播撒在新加坡的土地，开拓新加坡本土相声的苑林。长年笔耕，为相声同好写段子，他成了新加坡相声的高产作家，作品经常在全国相声比赛中夺魁。已出版三本相声作品和评论集，共收相声45段。

他同时是新加坡华语戏剧界的资深剧作家，共创作9个长剧和多个短剧。自70年代至90年代初，活跃于新加坡华语戏剧界，曾担任南方艺术研究会主席、新加坡华语戏剧团体联合会秘书长。
1993年创办汉语文中心，至今有16所分校遍布新加坡全岛。2010年6月30日韩永元获厦门大学文学硕士学位（语言学及应用语言学专业） 
证书编号：1038432010000835

## 家庭
已故的哥哥是新加坡知名报人韩山元。两名侄女则是<<联合早报>>资深记者韩咏梅, 韩咏红。

## 获奖
- 1990年：国家艺术理事会（英语：National Arts Council Singapore）的新加坡国家文化奖（英语：Cultural Medallion）(戏剧)[2]
- 1994年：新加坡书籍理事会的全国书籍奖[3].
- 1995年：中国曲艺家协会的传播奖[4]

## 著作
- 谭, 天, , 新加坡: 文学书屋, 1984, ISBN 9971-975-01-7

- 韩, 劳达, , 新加坡: 新加坡潮州八邑会馆文教委员会出版组, 1986, ISBN 9971-992-47-7

- 谭, 天, , 新加坡: 南方艺术研究会, 1988, 国家图书馆 (Call Number Chinese 792.2028 TT)

- 韩, 劳达, , 新加坡: 华侨中学, 1991, ISBN 981-00-3255-2

- 韩, 劳达, , 新加坡: 南方艺术研究会, 1991, OCLC 39688689

- 海, 叔, , 新加坡: 新加坡宗乡会馆联合总会、龙出版公司, 1994, ISBN 981-00-4825-4

- 海, 叔, , 新加坡: 新加坡宗乡会馆联合总会、龙出版公司, 1994, ISBN 981-00-5208-1

- 海, 叔, , 新加坡: 新加坡宗乡会馆联合总会、龙出版公司, 1994, ISBN 981-00-5209-X

- 海, 叔, , 新加坡: 新加坡宗乡会馆联合总会、龙出版公司, 1994, ISBN 981-00-5210-3

- 海, 叔, , 新加坡: 新加坡宗乡会馆联合总会、龙出版公司, 1994, ISBN 981-00-5211-1

- 韩, 劳达, , 新加坡: 新亚出版社, 2000, ISBN 981-225-943-0

- 韩, 劳达, , 新加坡: 新亚出版社, 2002, ISBN 981-4082-82-1

- 韩, 劳达, , 新加坡: 新亚出版社, 2004, ISBN 981-255-230-8

2010年2月，出版《劳达剧作集 1972-2004》，收已公演过的8个长剧，6个短剧。（ISBN 978-981-08-5070-8

### 长剧
- 《金银花》
- 《门》
- 《乌拉世界》
- 《五个天平座》
- 《飞天赋格》
- 《浮尔舒》
- 《椰林学校》
- 《潮州袋鼠》

### 短剧
- 《走出牢房的人》
- 《生的故事》
- 《族梦》
- 《脸皮》
- 《异类》
- 《手机》